# Cadillac Arena
Die Cadillac Arena (ursprünglich: Wukesong-Hallenstadion) ist eine Mehrzweckhalle im Stadtbezirk Haidian der chinesischen Hauptstadt Peking. Sie war Austragungsort des olympischen Basketballturniers 2008 und ist Schauplatz des olympischen Eishockeyturniers 2022. Sie bietet je nach Veranstaltung bis zu 18.000 Plätze.

## Geschichte
Die Bauarbeiten für das Wukesong-Hallenstadion begannen am 29. März 2005 und endeten im Januar 2008. Die Halle umfasst eine Fläche von 160.000 Quadratmetern und hat drei unterirdische, sowie vier oberirdische Etagen. Auf der zweiten Etage gibt es 45 Logen, 29 große und 16 kleinere, für Ehrengäste und Prominente. Mit einem Regenwasser-Recycling-System und leicht zu reinigenden Glasflächen soll den Umwelt- und Hightechaspekten Rechnung getragen werden.
Zwischen Januar 2011 und Ende 2015 firmierte die Sportstätte unter dem Namen MasterCard Center. Von 2016 bis 2017 hieß das Stadion LeSports Center nach einer Marke des chinesischen Unternehmens LeEco. Seit September 2017 heißt die Halle Cadillac Arena.
Seit 2012 ist das Basketballteam der Beijing Ducks aus der Chinese Basketball Association (CBA) in der Mehrzweckarena beheimatet. Seit 2016 nutzen auch die Beijing Lions der China Arena Football League (CAFL) die Halle. Zudem wurden ab der Saison 2016/17 in der Arena die Heimspiele des Eishockey-Franchise Kunlun Red Star aus der Kontinentalen Hockey Liga (KHL) ausgetragen. Ab 2018 nutzte Red Star meist eine kleinere Halle. 2020 zog das Franchise, wegen der COVID-19-Pandemie, übergangsweise in die Mytischtschi-Arena in der Nähe von Moskau um.
Die Cadillac Arena war Spielort der Basketball-Weltmeisterschaft 2019. Bei den Olympischen Winterspielen 2022 werden, neben dem Nationalen Hallenstadion Peking, die Eishockeyspiele ausgetragen. Während dieser Zeit trug die Sportstätte wieder den Namen Wukesong-Arena, da Sponsorenbezeichnungen von Sportstätten den IOC-Regeln widersprechen.

## Galerie

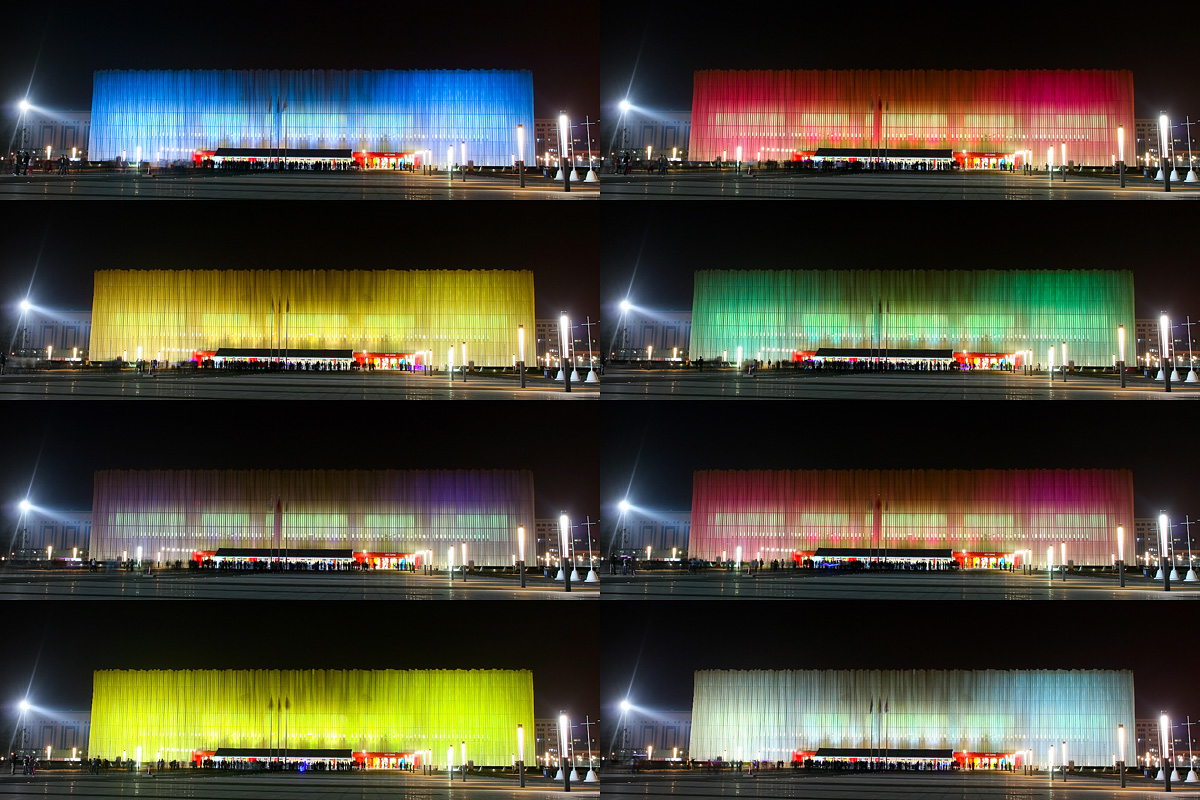
Die Fassade lässt sich in verschiedenen Farben beleuchten
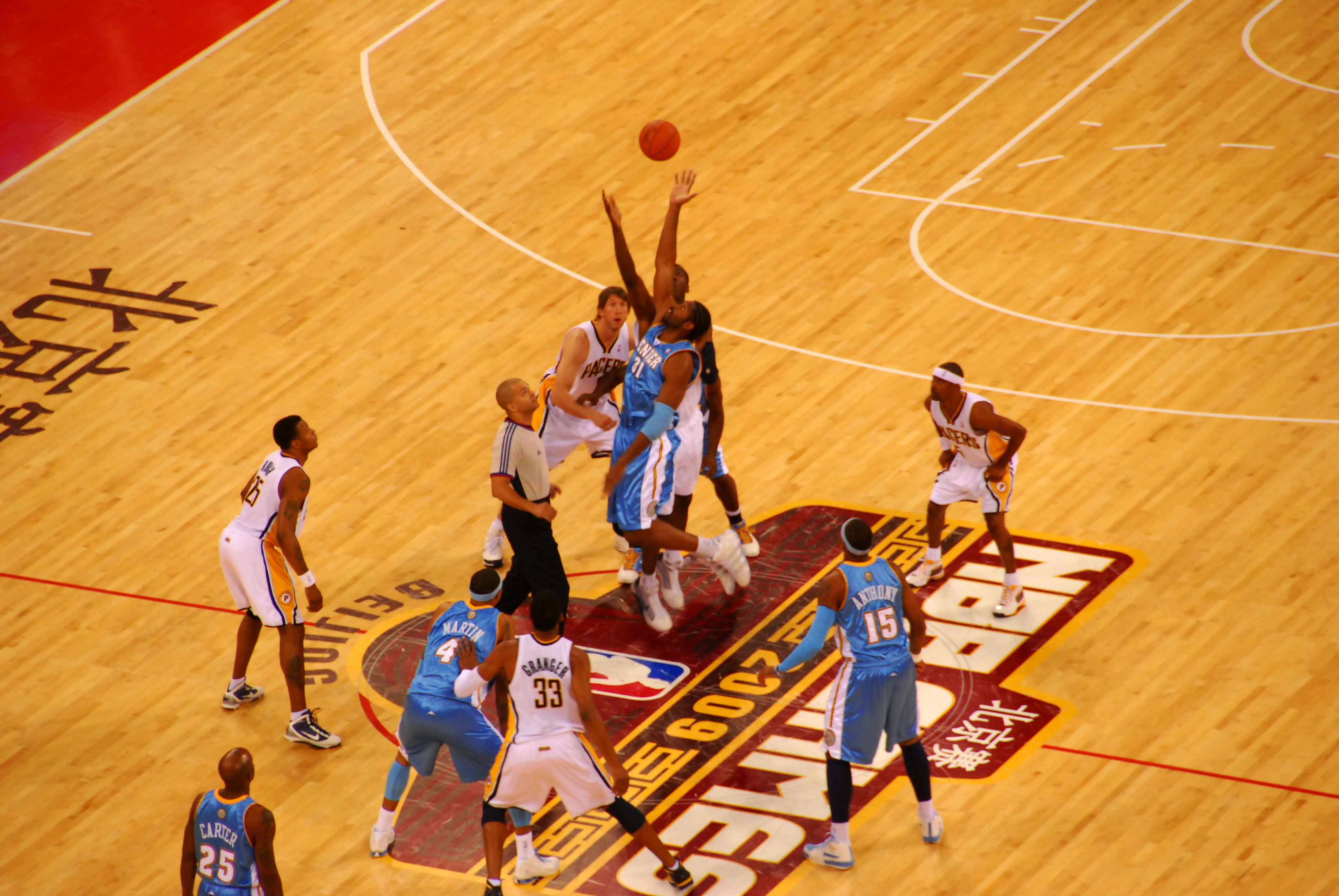
Spiel der NBA-Preseason zwischen den Denver Nuggets und den Indiana Pacers im Oktober 2009
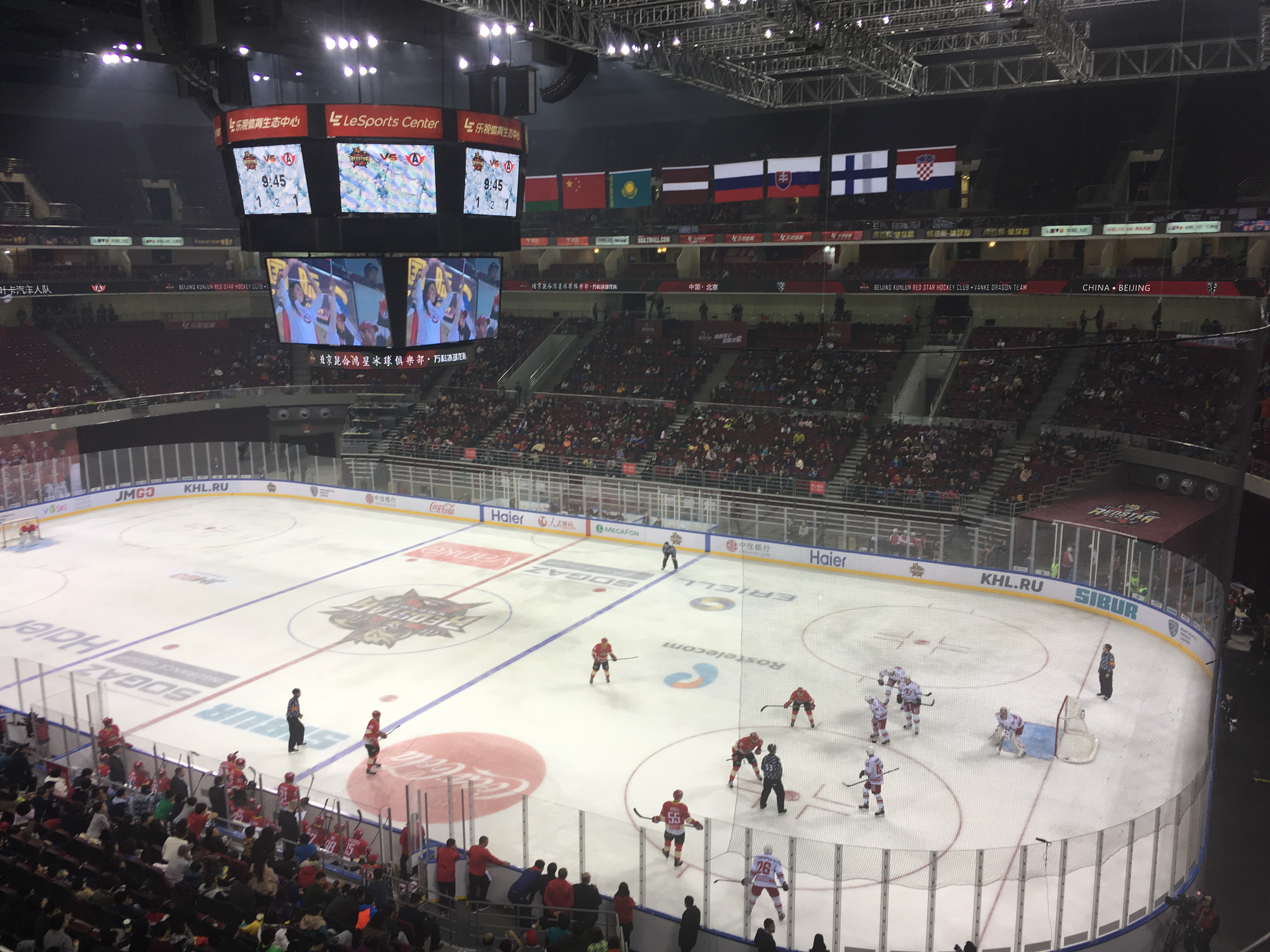
Eishockeyspiel, Dezember 2016
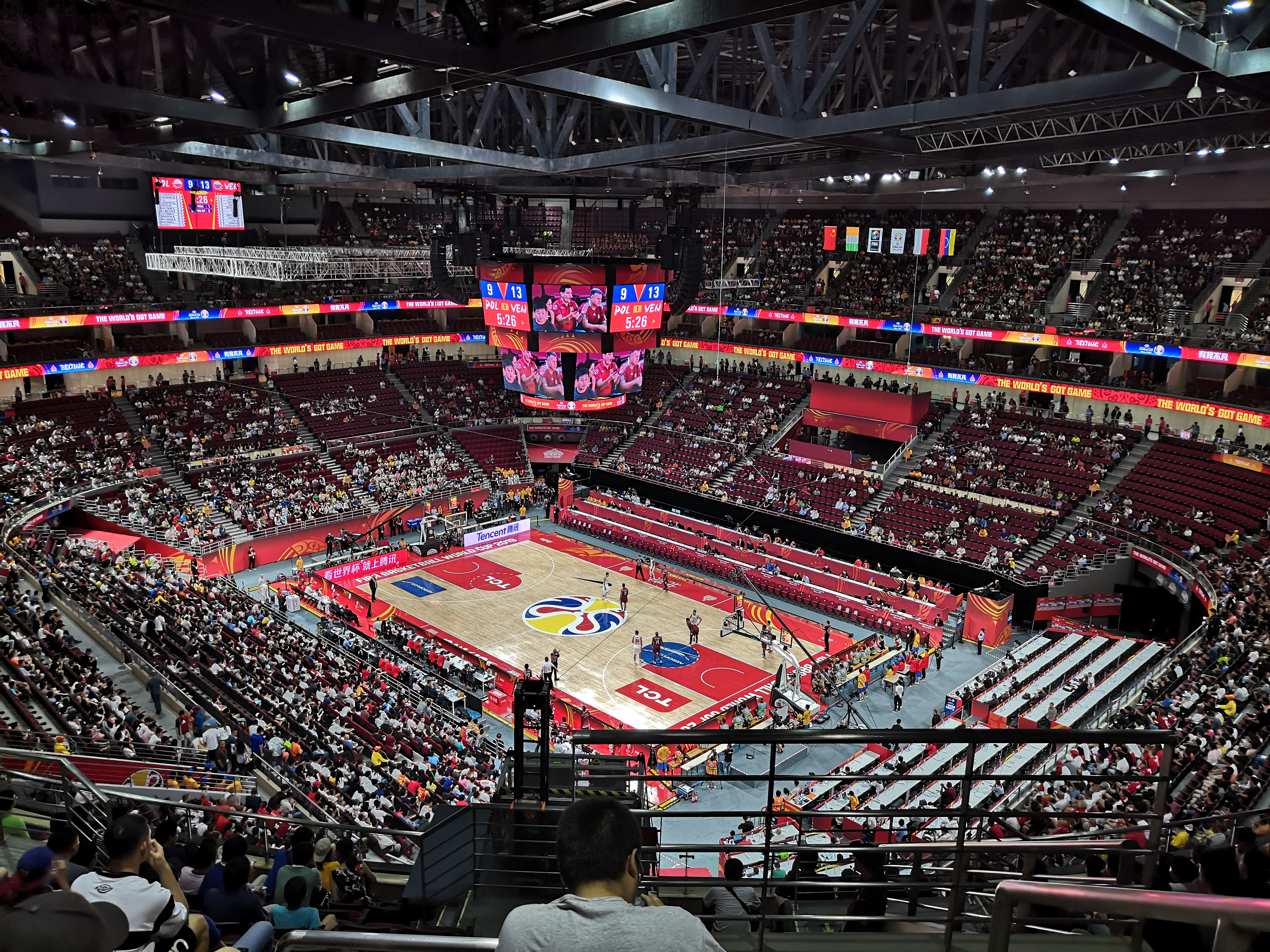
Spiel der Basketball-Weltmeisterschaft im August 2019